# Quiers
Quiers település Franciaországban, Seine-et-Marne megyében. Lakosainak száma 652 fő (2022. január 1.). Quiers Courpalay, Aubepierre-Ozouer-le-Repos, Clos-Fontaine, Gastins és Grandpuits-Bailly-Carrois községekkel határos.

## Népesség
A település népességének változása:
| Lakosok száma | 680  | 672  | 670  | 668  | 667  | 666  | 661  | 656  | 652  |
|               | 2013 | 2015 | 2016 | 2017 | 2018 | 2019 | 2020 | 2021 | 2022 |